# بردگوری دشتک
بردگوری دشتک در شهرستان اردل، روستای دشتک واقع شده و این اثر در تاریخ ۸ خرداد ۱۳۸۰ با شمارهٔ ثبت ۳۸۸۶ به‌عنوان یکی از آثار ملی ایران به ثبت رسیده است.